# Flor nacional de Bolivia

Las flores nacionales de Bolivia son la kantuta, que puede ser vista en los valles altos de la región andina;  y la flor de patujú, (que se incluye en la bandera del patujú) proveniente de la ecorregión amazónica y de otras ecorregiones en los llanos orientales. Ambas flores son reconocidas en la constitución de 2009 como símbolos del Estado, debido a que sus colores son los mismos que tiene la bandera boliviana.
Los símbolos del Estado son la bandera tricolor rojo, amarillo y verde; el himno boliviano; el escudo de armas; la wiphala; la escarapela; la flor de la kantuta y la flor del patujú.Artículo 6 (II) de la Constitución Política del Estado de Bolivia de 2009

## Descripción
La kantuta (Cantua buxifolia) es una flor andina con forma acampanada, la cual ostenta los colores rojo, amarillo y verde. También es la Flor Nacional del Perú, y fue la flor sagrada de los incas.
La flor del patujú (Heliconia rostrata), es originaria de la región amazónica en los llanos orientales. Su inflorescencia se presenta en largos pétalos en forma de espadines matizados por listas brillantes con los colores rojo, amarillo y verde.

## Simbolismos
Por sus colores: estas flores representan la identidad y hermandad del pueblo boliviano, por sus colores rojo, amarillo y verde.
Flor de kantuta:
Representa la geografía de la región andina y parte de la subandina de Bolivia, así mismo, a la herencia cultural de los Andes.
Flor de Patujú:
Representa la geografía del oriente boliviano, su riqueza natural y diversidad cultural.
Símbolos Patrios de Bolivia

## Historia
En el gobierno de Bautista Saavedra, mediante decreto supremo de 1 de enero de 1924, se consagró como emblema nacional la flor denominada «kantuta tricolor». En el gobierno de Luis Ossio Sanjinés, mediante el decreto supremo 22482 del 27 de abril de 1990, fueron reconocidas como «flor nacional de Bolivia», con la denominación de «kantuta tricolor» y «patujú bandera», como símbolo entrelazado de la «unión de todas la regiones de Bolivia, para reforzar la hermandad de los pueblos, fortaleciendo la integración y unidad nacional». En el gobierno de Evo Morales, fueron reconocidas oficialmente como «símbolos del Estado» a través de la Constitución de 2009, con la denominación de «kantuta tricolor» y «la flor de patujú». Asimismo, se reglamenta su uso en el decreto supremo 241 de 5 de agosto de 2009:

Artículo 41°.- (Uso general)
1. Las flores de la Kantuta Tricolor y la Flor de Patujú, individual o juntas pueden ser utilizadas en ramas florales a ser presentados en actos cívicos, homenajes, conmemoraciones, desfiles y otros eventos públicos y solemnes.
2. La representación como Símbolos del Estado de la Kantuta y la flor del Patujú, en artes gráficas, telas, papelería y otros se podrá representar de la siguiente manera: una rama de Kantuta con inclinación a la derecha y cruzada a ésta una espadaña de flor de Patujú con inclinación hacia la izquierda.

D. S. Nº 241 del 5 de agosto de 2009

## Emblemas con las flores nacionales

### Emblemas del Ejército y la Armada de Bolivia
El Ejército y la Armada de Bolivia, tienen presentes en sus emblemas ambas flores nacionales:

### Bandera de la flor de patujú

Bandera de la flor de patujú

La bandera de la flor de patujú fue creada en 2009 por líderes indígenas y un director de pastoral indígena para representar a los pueblos indígenas de tierras bajas cómo una alternativa a la Wiphala de los Andes; apareció durante las manifestaciones contra la construcción de una carretera en el Tipnis, entre 2011 y 2012,sin embargo no contaba con representación oficial en actos públicos a nivel nacional.
El 28 de junio de 2013, la Asamblea Departamental de Santa Cruz aprobó una ley que declara la bandera de la flor de patujú como un símbolo departamental.

I. Se establece la Bandera de la Flor del Patujú como símbolo oficial departamental.
II. La “Bandera de la Flor de Patujú” será representada por una espadaña de la Flor de Patujú
sobre una tela blanca, con inclinación de cuarenta y cinco (45) grados de izquierda a derecha,
como un símbolo que representa los habitantes, las culturas y riquezas del Departamento de
Santa Cruz.
Artículo 5, Ley Departamental Nº 57

Desde el 2014 en el departamento del Beni también se aprueba una ley en donde se declara símbolo departamental.
En 2018 en el departamento de La Paz se creó una variante para representar a los indígenas de las tierras bajas que habitan este departamento, aunque en Abel Iturralde se usa la versión original de la bandera debido a que la provincia iturralde y sus pueblos indígenas son amazónicos (Variante paceña).
El 14 de noviembre de 2019, empezó a ser usada en actos oficiales del gobierno de Jeanine Áñez, no obstante, no es una bandera oficial-estatal, al no estar reconocida legalmente.